# Conops flavus
Conops flavus är en tvåvingeart som beskrevs av Gmelin 1790. Conops flavus ingår i släktet Conops och familjen stekelflugor. Inga underarter finns listade i Catalogue of Life.